# Roland Borrey
Roland Borrey (10 maart 1944) is een Belgische gewezen atleet, die gespecialiseerd was in het kogelstoten. Hij werd tweemaal Belgisch kampioen.

## Biografie
Roland Borrey werd in 1964 en 1966 Belgisch kampioen kogelstoten. In 1966 nam hij deel aan de Europese indooratletiekspelen, waar hij dertiende werd. Na zijn studies verhuisde hij net als zijn broer Daniel naar de Verenigde Staten.
Roland Borrey was aangesloten bij Royal Cercle Athlétique Schaarbeek en bij Cercle Sportive Vorst.

## Belgische kampioenschappen
| onderdeel   | jaar       |
| ----------- | ---------- |
| kogelstoten | 1964, 1966 |

## Persoonlijk record
| Onderdeel   | Prestatie | Datum            | Plaats  |
| ----------- | --------- | ---------------- | ------- |
| kogelstoten | 16,48 m   | 5 september 1965 | Brussel |

## Palmares
kogelstoten
- 1964:  BK AC - 15,60 m
- 1966: 13e Europese indooratletiekspelen in Dortmund - 15,27 m
- 1966:  BK AC - 16,10 m